# Purikura

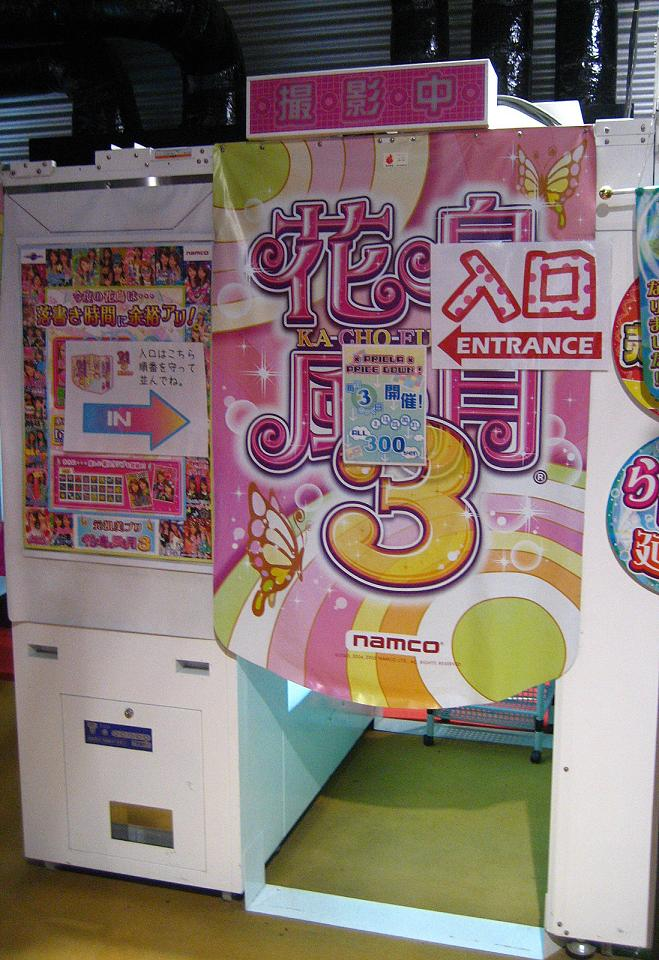
Purikura-Kabine in Fukushima, 2007

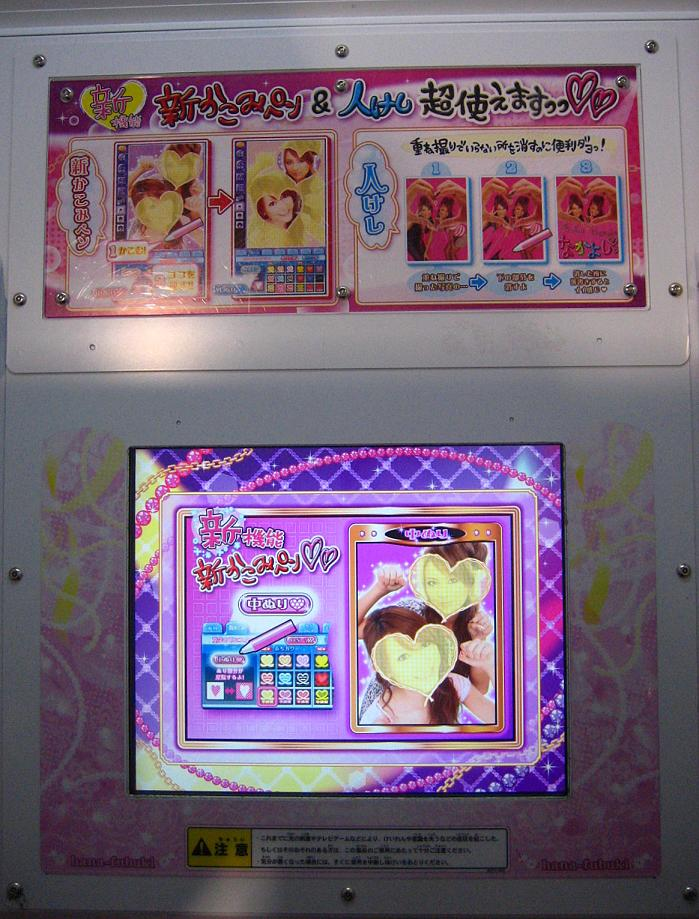
Bearbeitungsbildschirm des obigen Automaten

Purikura (japanisch プリクラ, kurz für: プリント倶楽部, purinto kurabu) sind Fotoautomaten die kleine, selbstklebende Fotos herstellen, die man bei der Aufnahme mit vordefinierten Bildern verzieren kann.
Die ersten Purikura-Automaten wurden von Atlus und Sega entwickelt und kamen im Juli 1995 auf den Markt.
Wie beim in Japan ähnlich populären Karaoke geht es den Benutzern nicht nur darum, das fertige Endprodukt zu bekommen. Vielmehr haben die meist jungen Kunden auch Spaß daran, die Aufnahmen gemeinsam zu gestalten und die Bilder untereinander auszutauschen.

## Etymologie
Das Wort ist ein Wasei-Eigo als Amalgamierung des englischen Ausdrucks print club und bedeutet „Ausdruck-Club“ oder „Fotoabzug-Club“.

## Purikura-Automaten
Der in sich abgeschlossene Automat, in dem man Purikura anfertigt, hat mit einem Fotoautomaten nur die grundsätzliche Aufteilung gemein: Ein öffentlich zugänglicher Kabinenbereich grenzt an die verschlossene Technikeinheit, in der Kamera, Computersystem und Druckeinheit untergebracht sind. In die Fotokabine passen, anders als bei einem typischen Fotoautomaten, bis zu zehn Personen gleichzeitig, oft ist auch eine Bank darin vorzufinden. Teilweise werden in den Kabinen auch Perücken und anderes Cosplay-Zubehör bereitgestellt.
Man wählt die Belichtung, den Hintergrund, die Szene etc. und lässt sich ablichten. Hat man sechs Fotos gemacht, geht man in eine andere „Nebenkabine“. Dort bearbeitet man die Größe der Bilder, verziert sie mit verschiedenen Bilddateien und Mustern, die zu diesem Zweck im System vorgehalten werden und fügt Text hinzu.
Je nach Einstellung der Größe bekommt man Bögen mit bis zu 32 kleineren Fotostickern. Mit neueren Automaten können die Bilder auch an Handys geschickt werden.

## Verbreitung
Bisher gibt es nur in Düsseldorf und Hamburg Purikura-Maschinen in Deutschland. In Japan ist Purikura jedoch sehr beliebt. Kaum ein Game-Center kommt ohne Purikura aus. Besonders japanische Schulmädchen nutzen das System und tauschen mit ihren Freundinnen entsprechende Fotoaufkleber.